# The Legend of Heroes: Trails of Cold Steel 2
The Legend of Heroes: Trails of Cold Steel (jap.: 英雄伝説 閃の軌跡II The Legend of Heroes: Sen no Kiseki 2) ist ein Computer-Rollenspiel des japanischen Entwicklerstudios Nihon Falcom. Es erschien 2014 zunächst in Japan für PlayStation 3 und PlayStation Vita. Mit Unterstützung von NIS America und Marvelous bzw. dessen Tochterunternehmen Xseed Games fand das Spiel ab 2016 jedoch auch Zugang zum westlichen Markt. Im Laufe der Zeit wurde es zudem für PlayStation 4, Windows und Switch portiert.
Es handelt sich um den Nachfolger zu Trails of Cold Steel und den zweiten Titel des Erebonia-Handlungsbogens, der seinerseits eine Unterreihe der Trails-Reihe im Franchise The Legend of Heroes ist. 2017 folgte mit Trails of Cold Steel 3 ein Nachfolger.

## Beschreibung
Trails of Cold Steel 2 schließt einen Monaten nach den Ereignissen des Vorgängers an die Handlung an. Rean Schwarzer befindet sich in Begleitung von Celine und Valimar in den abgelegenen Bergen der Eisengard Range. Seine Aufgabe ist es zunächst, die versprengten Mitglieder seiner Militärschulklasse wieder zusammenzubringen. Gemeinsam versuchen die Schüler sodann den Bürgerkrieg im Reich einzudämmen. Spielerisch führt Trails of Cold Steel 2 das System des Vorgängers mit einigen Erweiterungen fort. Das Kampfsystem des Spiels ist rundenbasiert, wobei gute Beziehungen zu den Mitschülern zu verbesserten Möglichkeiten im Kampf führen, da sie Unterstützungsmanöver durch den entsprechenden Begleiter freischalten. Neu hinzugekommen ist ein sogenannter Overdrive-Pegel, der sich durch erfolgreiche Kampfaktionen füllt und bei vollem Pegel einen Energieschub und Aktionen mit kritischen Treffern ermöglicht.

## Rezeption
Das Spiel erhielt meist positive Wertungen.

„Dank erweiterter Mechaniken und kräftig anziehender Story kommen Freunde des Erstlings nicht um dieses exzellent geschriebene RPG herum.“

“Even when the game is at its most sluggish, it’s never boring. For a story-heavy RPG, good writing can make up for all other deficiencies, and this is a prime example of that. If you’re the type of player who likes talking to every NPC, who doesn’t mind a bit of dungeon-crawling and who wants to take the time to watch politics unfold both among nations and within a small high school, this game is for you.”

„Selbst während seiner zähesten Momente ist das Spiel niemals langweilig. Bei einem storylastigen Rollenspiel kann ein guter Schreibstil alle anderen Schwächen ausgleichen, und dieses hier ist ein Paradebeispiel dafür. Wenn du zu den Spielern gehörst, die gerne mit jedem NSC sprechen, denen ein bisschen Dungeon-Crawling nichts ausmacht und die sich die Zeit nehmen wollen, um zu beobachten, wie sich das politische Spiel sowohl zwischen den Nationen als auch innerhalb einer kleinen High School entwickelt, ist dieses Spiel genau das Richtige für dich.“

In der ersten Verkaufswoche in Japan erreichten sowohl PS3- als auch PSVita-Fassung die Top 10 der japanischen Gesamtverkaufscharts. Die PSVita-Fassung stieg mit 86.283 Kopien auf Platz 2 hinter Super Smash Bros. for Nintendo 3DS ein, die PS3-Fassung mit 65.498 Kopien auf Platz 5.
2017 veröffentlichte Nihon Falcom die Fortsetzung The Legend of Heroes: Trails of Cold Steel 3.